# 蔡一清
蔡一清（1973年6月—2007年10月19日）江苏阜宁人，中国人民解放军海军烈士。

## 生平
1991年9月，蔡一清入伍。1993年10月，加入中国共产党。蔡一清曾获军事学硕士学位。历任某艇部门长、北海舰队机关参谋、某艇副艇长、315艇副艇长兼作战长、艇长。先后4次立三等功，1次立二等功；连续5年被所在支队评为军事训练先进个人；2004年7月被北海舰队表彰为优秀基层个人标兵；2005年、2006年连续两次被北海舰队评为团级优等军事指挥员；2006年4月获得中国人民解放军海军“优秀人才奖”，2006年6月被中国人民解放军总政治部评为“全军优秀共产党员”，2006年11月被评为第一届全军优秀指挥军官。2005年任315艇副艇长时，所在315艇被北海舰队评为基层建设标兵单位，并被中国人民解放军海军记集体二等功一次；2006年任315艇实习艇长时，所在315艇被中国人民解放军海军评为“四无”先进单位以及学习成才先进单位。
2000年，蔡一清作为基层代表，直接参加了中国人民解放军海军新一代潜艇训练大纲的修订工作；2001年独立完成了中国人民解放军海军机关委托起草的《常规潜艇军事训练组织与实施条例》，并且在潜艇部队实施。2005年在“和平使命-2005”中俄联合军事演习中，蔡一清指挥新型潜艇水下发射3枚导弹并全部命中。
2007年10月19日，是315艇接受舰队全训考核的第4天。当天凌晨，315艇正在进行潜潜对抗考核，蔡一清与所在支队副支队长王宇到舰桥上查看时，发现上甲板距离舰桥70厘米处有一划痕，检查认为围壳舵、艇体未挂鱼网，对航行无大影响。随后315艇下潜转入下一科目考核。清晨，315艇结束考核浮出海面。后来，蔡一清登上舰桥，与声纳班长陈晓刚一起来到上甲板查看。这时大浪袭来，将陈晓刚打落到海中，蔡一清试图将陈晓刚拉上来，不幸也被大浪打入海中。艇员奋力营救，将蔡一清救上来，而在将陈晓刚拖上救生阀时，救生阀被大浪打翻，陈晓刚失踪。蔡一清被救上来后，经艇军医检查，已无心跳和呼吸，随后被直升机送往中国人民解放军第四〇一医院抢救无效而牺牲，年仅34岁。